# Lasioglossum pseudotegulare
Lasioglossum pseudotegulare är en biart som först beskrevs av Cockerell 1896.  Lasioglossum pseudotegulare ingår i släktet smalbin, och familjen vägbin. Inga underarter finns listade i Catalogue of Life.